# Уилтшир (унитарная единица)
Уи́лтшир (англ. Wiltshire) — одна из двух унитарных единиц церемониального графства Уилтшир. Образована 1 апреля 2009 года, путём преобразования бывшего неметропольного графства Уилтшир, разделенного на четыре района, в унитарную единицу с одноуровневой системой местного самоуправления, без разделения на районы(en:2009 structural changes to local government in England). Занимает площадь 3 255 км² и граничит на северо-востоке с унитарной единицей Суиндон, на востоке с церемониальными графствами Беркшир и Хэмпшир, на юге с церемониальным графством Дорсет, на западе с церемониальным графством Сомерсет, на северо-западе с церемониальным графством Глостершир. На территории унитарной единицы Уилтшир проживают 432 973 человек, при средней плотности населения 133 чел./км² (2001 год). Главный город унитарной единицы — Троубридж (28 тыс. чел.). Крупнейший город — Солсбери (50 тыс. чел.).
В совете унитарной единицы Уилтшир заседают 98 депутатов. В результате последних выборов 61 место в совете занимают консерваторы.